# Mate Antunović
Mate Antunović (Metković, 3 de marzo de 2004) es un futbolista croata que juega como delantero en el N. K. Varaždin de la Primera Liga de Croacia.

## Estadísticas

### Clubes
Actualizado al último partido disputado en mayo de 2025.
| Club                            | Div.          | Temporada     | Liga  | Liga  | Copas nacionales | Copas nacionales | Copas internacionales | Copas internacionales | Total | Total |
| Club                            | Div.          | Temporada     | Part. | Goles | Part.            | Goles            | Part.                 | Goles                 | Part. | Goles |
| ------------------------------- | ------------- | ------------- | ----- | ----- | ---------------- | ---------------- | --------------------- | --------------------- | ----- | ----- |
| H. N. K. Hajduk Split · Croacia | 1.ª           | 2024-25       | 2     | 0     | 1                | 1                | 2                     | 0                     | 5     | 1     |
| H. N. K. Hajduk Split · Croacia | Total club    | Total club    | 2     | 0     | 1                | 1                | 2                     | 0                     | 5     | 1     |
| N. K. Varaždin · Croacia        | 1.ª           | 2024-25       | 17    | 1     | ―                | ―                | ―                     | ―                     | 17    | 1     |
| N. K. Varaždin · Croacia        | Total club    | Total club    | 17    | 1     | 0                | 0                | 0                     | 0                     | 17    | 1     |
| Total carrera                   | Total carrera | Total carrera | 19    | 1     | 1                | 1                | 2                     | 0                     | 22    | 2     |